# Jürgen Ahrend Orgelbau

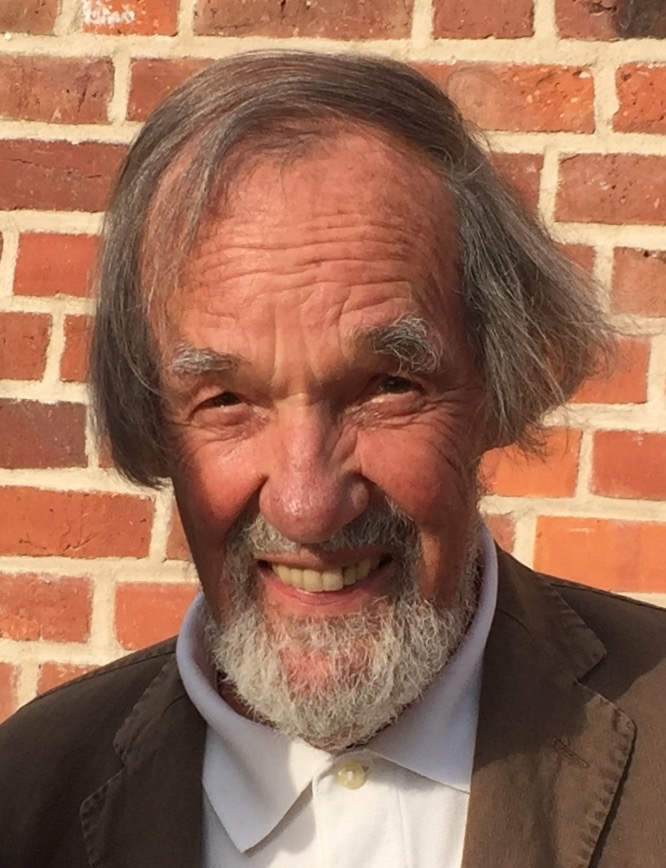
Jürgen Ahrend im Jahr 2019

Jürgen Ahrend Orgelbau ist eine Orgelbaufirma in Leer-Loga, Ostfriesland. Internationale Bekanntheit erlangte sie durch die Restaurierungen von Barockorgeln, unter anderem der Arp-Schnitger-Orgeln der Jacobikirche Hamburg, der Martinikerk in Groningen (NL) und der Ludgerikirche in Norden sowie der Ebert-Orgel der Hofkirche Innsbruck. Gegründet wurde sie von Jürgen Ahrend (* 28. April 1930 in Treuenhagen bei Göttingen; † 1. August 2024 in Leer). Sein Sohn Hendrik Ahrend führt das Unternehmen seit 2005 fort.

## Geschichte

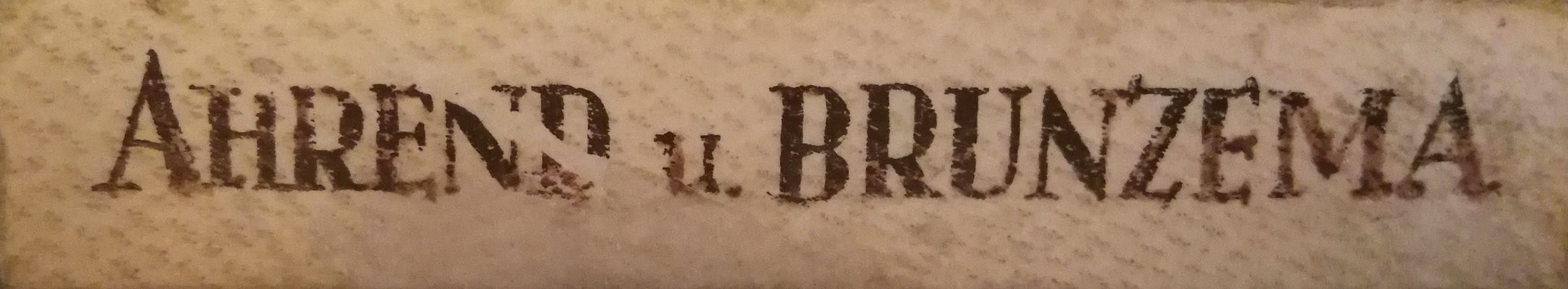
Firmenschriftzug in Castrop-Rauxel

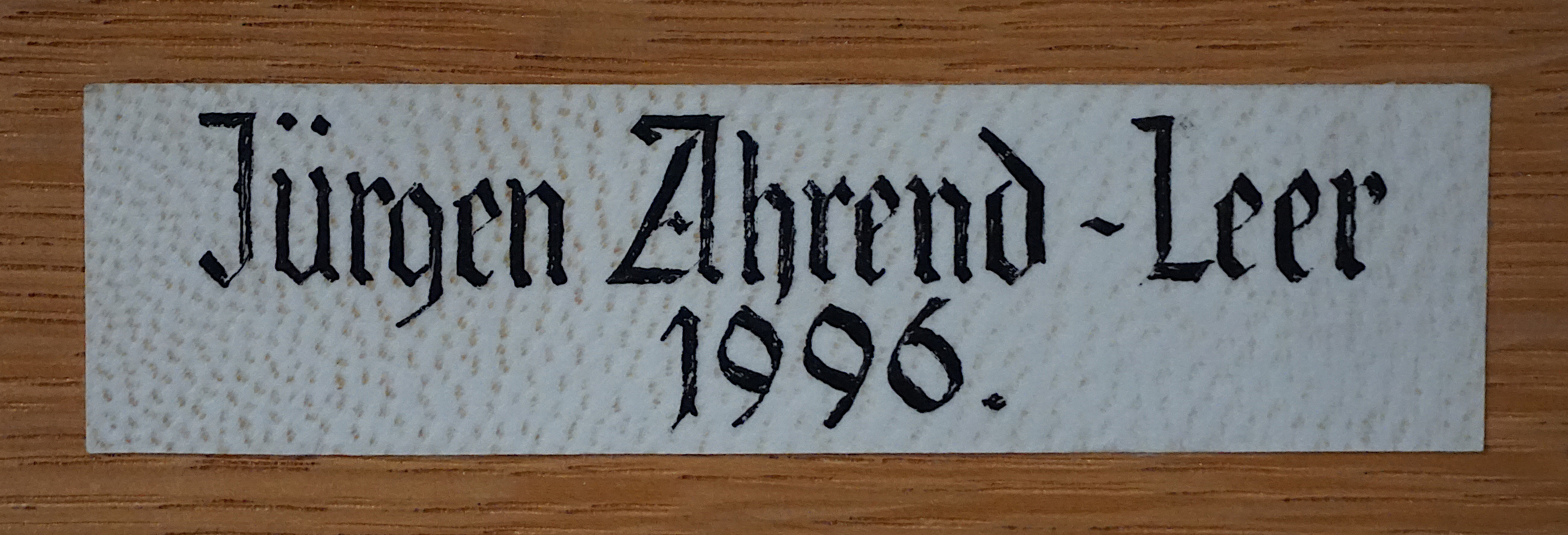
Firmenschild von Jürgen Ahrend an der kleinen Orgel in St. Jodok in Landshut

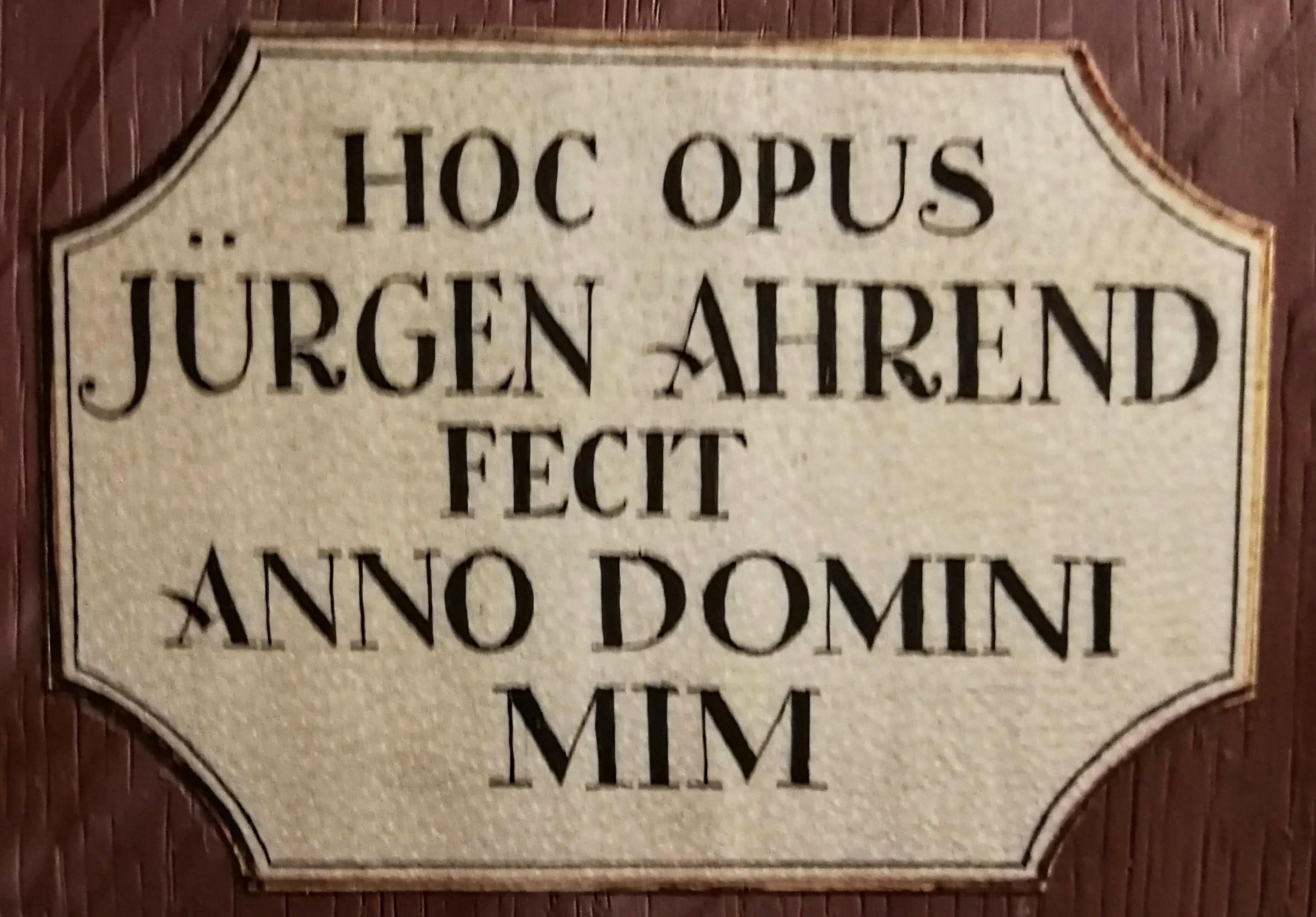
Erbauerschild in Mahlberg

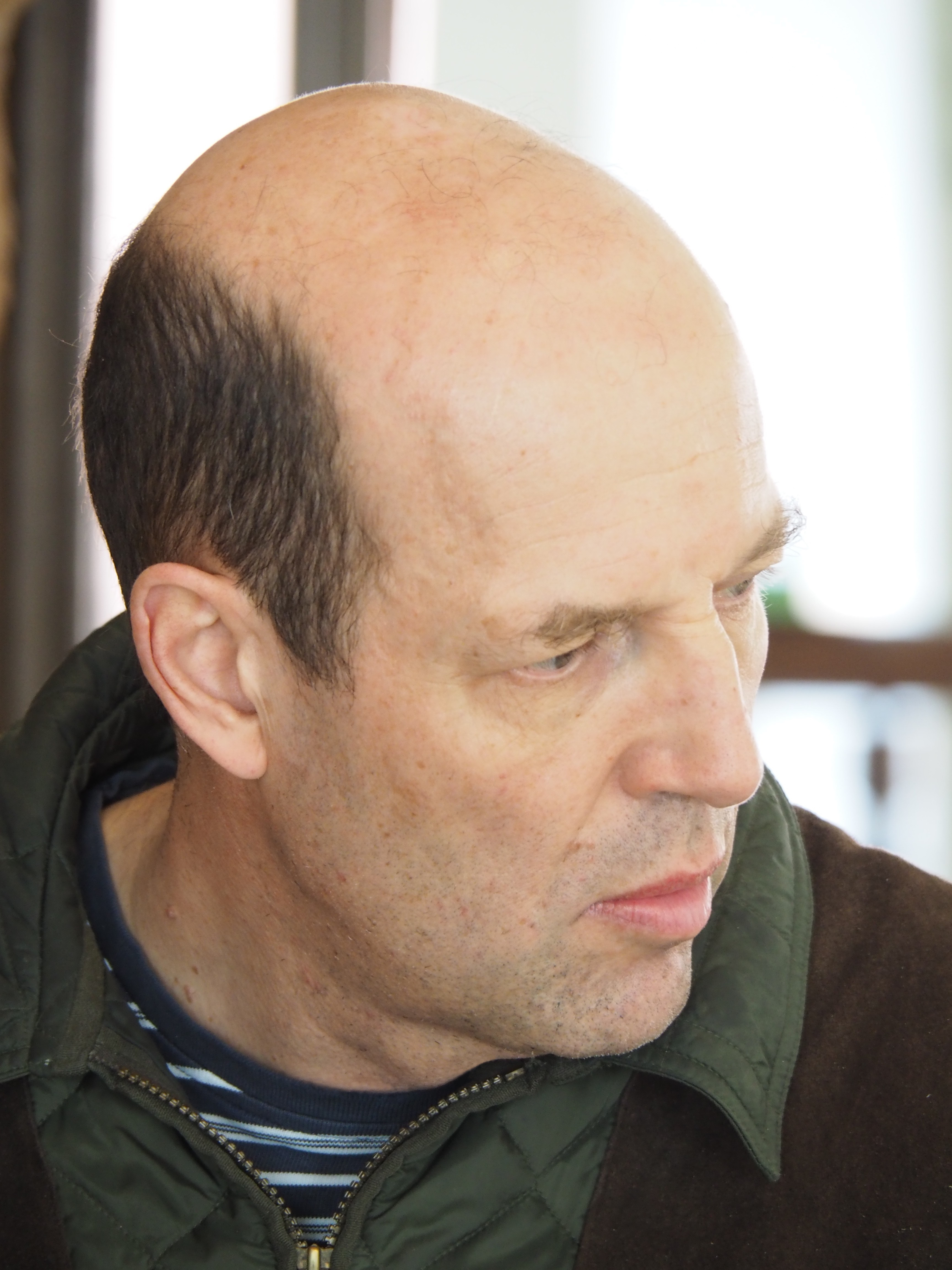
Hendrik Ahrend (2020)

Jürgen Ahrend wurde als Sohn des Verwaltungsangestellten Heinrich Ahrend geboren, der Musik studiert hatte, Sänger und Chorleiter war und verschiedene Tasten- und Saiteninstrumente spielte. Die Mutter Elisabeth Ahrend war mit ihren fünf Kindern nach dem Zweiten Weltkrieg alleinerziehend. In erster Ehe war Jürgen Ahrend mit Margarete geb. Bartels verheiratet, die 1990 den niederländischen Organisten Klaas Bolt heiratete. Von den insgesamt fünf Kindern sind Sievert und Heiko Ahrend Musiker, Komponisten und Musikproduzenten.
Jürgen Ahrend begann 1946 seine Orgelbaulehre bei Paul Ott in Göttingen, den seine Eltern persönlich kannten. Dort lernte er den gebürtigen Emder Gerhard Brunzema (1927–1992) kennen, mit dem er in seiner Freizeit zahlreiche Orgeln und Orgelbauer im In- und Ausland besuchte. Nach Abschluss der Meisterprüfung im Jahr 1954 gründete er mit 24 Jahren zusammen mit seinem Kompagnon die Firma Ahrend & Brunzema (1954–1971) in einer ehemaligen Landmaschinenfabrik in der Großstraße in Leer. Eine eigene Pfeifenwerkstatt kam 1955 in der Brummelburgstraße hinzu, bis die Werkstatt 1958 aus Platzgründen in den Mühlenweg in Leer-Loga umgesiedelt wurde. Das erste Werk dieser Kooperative war die Restaurierung der Larrelter Orgel 1954. Cor Edskes vermittelte ihnen die Bedeutung der mitteltönigen Stimmung und die Notwendigkeit werkgetreuer Restaurierungen. Weltweites Aufsehen erregten die Restaurierungen der historischen, wieder mitteltönig gestimmten Orgeln in Westerhusen (1955), Uttum (1956/1957) und Rysum (1959/1960) in der Krummhörn. Sie leiteten vielerorts eine Rückbesinnung auf die traditionellen handwerklichen Techniken und musikästhetischen Klangideale ein, stießen aber in der Fachwelt nicht auf ungeteilte Zustimmung. Rolf Hallensleben, Landeskirchenmusikdirektor der Reformierten Kirche, unterstützte die jungen Orgelbauer, ebenso sein Nachfolger, Harald Vogel. In den Niederlanden, wo die neue Orgel in Scheveningen (1959) ein Referenzinstrument wurde, wurden sie von Gustav Leonhardt gefördert, in Österreich von Egon Krauss. Durch die Lage der Werkstatt inmitten der Orgellandschaft Ostfriesland mit ihren zahlreichen originalen Instrumenten hatte man genügend Gelegenheit, sich mit dem Wesen dieser Orgeln auseinanderzusetzen. Ahrend und Brunzema erhielten 1962 den Niedersächsischen Staatspreis für das Kunsthandwerk. Bis 1971 umfasst der Katalog der gemeinsam verfertigten oder restaurierten Werke 74 Instrumente. In diesem Jahr verließ Brunzema die Firma, um sich in Kanada niederzulassen, wo er sich 1980 selbstständig machte und 1992 starb.
Von 1972 bis 2004 haben Jürgen Ahrend und seine Mitarbeiter 90 weitere Werke gebaut, rekonstruiert oder restauriert. Viele von Ott restaurierte Orgeln, bei denen er von falschen Voraussetzungen wie niedrigen Winddrücken ausgegangen war, wurden von seinen Schülern, zu denen auch Rudolf Janke gehörte, zurückrestauriert. Jürgen Ahrend erwarb sich seinen Ruf als einer der führenden Orgelbauer und -restauratoren aufgrund seiner konsequenten Restaurierungspraxis und seiner hohen Intonationskunst. 1986 erhielt Jürgen Ahrend den Niedersächsischen Staatspreis für Kultur und 2007 den Buxtehude-Preis der Stadt Lübeck. Die Ehrendoktorwürde (Dr. iur. h. c.) wurde ihm im Jahr 2000 von der Monash-University, Victoria (Australien) verliehen.
Hendrik Ahrend (* 11. August 1963) war nach dem Abitur 1983 Mitarbeiter im väterlichen Betrieb. Nach der Orgelbaulehre bei Johannes Rohlf in Neubulach (1984–1987) und dem Zivildienst (1987/1988) kam er wieder in den Betrieb des Vaters zurück (1988/1989 und 1996–2000), unterbrach seine Mitarbeit aber durch ein Studium der Amerikanistik und Sportwissenschaft (1989–1995). Seit 1998 wurden ihm in zunehmendem Maß Arbeiten übertragen. So übernahm er im Jahr 1998 die Intonation der Labialpfeifen der Orgel in Dornum und führte 2002 die Bauplanung der Orgel der Lutherkirche in Leer maßgeblich durch. Hendrik Ahrend absolvierte im Jahr 2000 den Meisterkurs der Musikfachschule für Orgelbau in Ludwigsburg und vertiefte sich anschließend 14 Monate bei seinem Lehrmeister Johannes Rohlf. Für seine Verdienste erhielt er 2004 den Internationalen Arp-Schnitger-Preis. Nach 50 Jahren erfolgreicher Tätigkeit Jürgen Ahrends wird die Firma seit Februar 2005 von seinem Sohn geleitet. Hendrik Ahrend führt die Tradition seines Vaters fort, geht aber auch neue Wege, indem er das historische Sandgussverfahren zur Pfeifenherstellung wieder anwendete. Zum Aufleimen von Leder und zum Abdichten von Holz im Windwerk oder in den Windladen setzt er Warmleim ein, um eine Bleikorrosion der Pfeifen zu verhindern. Sie entsteht durch austretende Essigsäure aus Eichenholz oder durch den Einsatz von acetathaltigen Leimen. Hendrik Ahrend ist Projektpartner in dem Forschungsprojekt „Entwicklung von Maßnahmen zur Verminderung von Bleikorrosion an Orgelpfeifen aus dem 17. und 18. Jhdt.“, das von 2016 bis 2018 durch die Deutsche Bundesstiftung Umwelt und die Klosterkammer Hannover gefördert wird. Seit 40 Jahren spielt er halbprofessionell Bluegrass zusammen mit seinem Bruder Heiko, hat sich in den letzten Jahren aber ganz auf den Orgelbau konzentriert. Hendrik und seine Frau Andrea Ahrend haben einen Sohn und eine Tochter. Der Sohn Paul Ahrend (* 26. März 2000) erlernte nach dem Abitur den Orgelbau in der Orgelwerkstatt Wegscheider und legte 2022 die Gesellenprüfung ab. Nach einem Jahr bei dem schwedischen Orgelbauer Karl Nelson besucht er seit Herbst 2024 den Meisterkurs an der Oscar-Walcker-Schule in Ludwigsburg.

## Werke (Auswahl)
Die Größe der Instrumente ist durch die Anzahl der Manuale (römische Zahl) und die Anzahl der klingenden Register (arab. Zahl) angegeben. Ein selbstständiges Pedal ist durch ein großes „P“ gekennzeichnet, ein angehängtes Pedal durch ein kleines „p“. Auch bedeutet R = Restaurierung, Rk = Rekonstruktion und NB = Neubau. Die Links in der letzten Spalte verweisen auf weiterführende Informationen und die Dispositionen.

### Ahrend & Brunzema (1954–1971)
| Jahr                | Opus   | Ort                | Kirche                               | Bild | Manuale  | Register | Info |
| ------------------- | ------ | ------------------ | ------------------------------------ | ---- | -------- | -------- | --- |
| 1954/1988           | 1/129  | Emden-Larrelt      | Larrelter Kirche                     |      | I/p      | 11       | Restaurierung der Orgel von Johannes Millensis (1619) → Orgel |
| 1955                | 4      | Westerhusen        | Westerhuser Kirche                   |      | I/p      | 7        | Restaurierung der Orgel von Jost Sieburg (1643) → Orgel |
| 1957                | 8      | Emden-Harsweg      | Reformierte Kirche                   |      | I        | 4        | Neubau |
| 1956/1957           | 9      | Uttum              | Uttumer Kirche                       |      | I        | 9        | Restaurierung der Orgel (um 1650) → Orgel |
| 1957 (1997)         | 10     | Veldhausen         | Altreformierte Kirche                |      | I (II/P) | 6 (13)   | Neubau mit Horizontaltrompete → Orgel (niederländisch) → Orgel |
| 1959/2002           | 18     | Scheveningen (NL)  | Zorgvlietkerk                        |      | III/P    | 26       | Neubau; seit 2016 in Leer-Loga, St. Marien → Orgel |
| 1959/2002           | 19     | Bant (NL)          | Herv. kerk                           |      | I        | 5        | Neubau; 2005 nach Uttum überführt (Hausorgel) und 2018 in die Seminarkirche des Priesterseminars in Brixen → Orgel                                                                           |
| 1960                | 22     | Zutphen (NL)       | Walburgiskerk                        |      | I/p      | 6        | Neubau Chororgel → Orgel (niederländisch) |
| 1959/1960           | 25     | Rysum              | Rysumer Kirche                       |      | I        | 7        | Restaurierung der Orgel (1457/1531), Freilegung des spätgotischen Prospekts, Rekonstruktion des verlorenen Schnitzwerks, der Flügeltüren und dreier Register → Orgel                         |
| 1961/2023           | 27/224 | Aurich             | Lambertikirche                       |      | II/P     | 29       | wegweisender Neubau anhand der klassischen Prinzipien des Orgelbaus (zunächst II/P/25), 2022/2023 Einbau des bereits vorbereiteten Brustwerks und Erneuerung von drei Pedalregistern → Orgel |
| 1962                | 30     | Bremen             | St. Martini                          |      | III/P    | 33       | Neubau im historischen Gehäuse von Marten de Mare/Christian Bockelmann (1619) → Orgel |
| 1964                | 35     | Hatzum             | St.-Sebastians-Kirche                |      | I/p      | 7        | Neubau mit Flügeltüren → Orgel |
| 1965                | 41     | Amsterdam (NL)     | Oude Kerk                            |      | II/P     | 17       | Neubau Chororgel im historischen Gehäuse von Hans Wolff Schonat (1658) → Orgel |
| 1965                | 43     | Amsterdam (NL)     | Oude Waalse Kerk                     |      | II/P     | 26       | Restaurierung der Orgel von Christian Müller (1734) → Orgel (niederländisch) → Orgel |
| 1966/96             | 45     | Bremen-Oberneuland | St. Johann                           |      | III/P    | 29       | Neubau im Stil der norddeutschen Barockorgel; 1996 das bereits vorbereitete Brustwerk ausgebaut → Orgel                                                                                      |
| 1967                | 49     | Castrop-Rauxel     | Johanneskirche in Schwerin-Frohlinde |      | III/P    | 27       | Neubau → Orgel |
| 1968                | 57     | Gütersloh          | Evangeliumskirche                    |      | II/P     | 20       | Neubau im Stil der norddeutsch-niederländischen Barockorgel → Orgel |
| 1968                | 58     | Haarlem (NL)       | Doopsgezinde kerk                    |      | III/P    | 24       | Neubau → Orgel |
| 1969                | 62     | Hamburg            | Reformierte Kirche Altona            |      | II/P     | 15       | Neubau → Orgel |
| 1969/2024           | 63     | Loga               | Reformierte Kirche                   |      | II/P     | 15       | Neubau; 2024 um ein Rückpositiv erweitert |
| 1966/69/87          | 65     | Marienhafe         | Marienkirche                         |      | II/p     | 20       | Restaurierung der Orgel von Gerhard von Holy (1713) in mehreren Bauabschnitten → Orgel |
| 1970                | 68     | Frankfurt am Main  | Cantate-Domino-Kirche                |      | III/P    | 33       | Neubau → Orgel |
| 1970                | 69     | Uelsen             | Reformierte Kirche                   |      | II/P     | 20       | Neubau im historischen Gehäuse von Johann Gustav Schilling (1768) → Orgel |
| 1965–1970/1975–1977 | 70     | Innsbruck          | Hofkirche                            |      | II/p     | 15       | Restaurierung der Orgel von Jörg Ebert (1561) → Orgel |
| 1971                | 72     | Westerstede        | St.-Petri-Kirche                     |      | II/p     | 22       | rekonstruierender Neubau hinter dem Prospekt von Joachim Kayser (1687), Ergänzung um ein Rückpositiv → Orgel                                                                                 |
| 1963–1971           | 74     | Leer               | Große Kirche                         |      | III/P    | 37       | Konsolidierung der Orgel in ihrem gewachsenen Zustand in verschiedenen Bauphasen → Orgel |

### Jürgen Ahrend (1972–2004)
| Jahr                 | Opus    | Ort               | Kirche                                 | Bild | Manuale | Register | Info                                                                              |
| -------------------- | ------- | ----------------- | -------------------------------------- | ---- | ------- | -------- | --------------------------------------------------------------------------------- |
| 1972                 | 75      | Reinbek           | Nathan-Söderblom-Kirche                |      | II/P    | 19       | Neubau → Orgel                                                                    |
| 1972                 | 76      | Eugene (USA)      | University of Oregon                   |      | IV/P    | 38       | Neubau → Orgel                                                                    |
| 1973                 | 78      | Neu-Isenburg      | Johanneskirche                         |      | II/P    | 17       | Neubau → Orgel                                                                    |
| 1966–1973            | 79      | Ochtersum         | St.-Materniani-Kirche                  |      | I/p     | 9        | Restaurierung der Orgel von Christian Klausing (1737) → Orgel                     |
| 1972–1975, 1993/1994 | 81/141  | Stade             | St. Cosmae et Damiani                  |      | III/P   | 42       | Restaurierung der Orgel von Berendt Hus/Arp Schnitger (1673) → Orgel              |
| 1974                 | 83      | Taizé (F)         | Versöhnungskirche                      |      | III/P   | 28       | Neubau, seit 1996 in der Kathedrale von Lyon (Foto) → Orgel                       |
| 1975                 | 84      | Hamburg           | Christengemeinschaft Johnsallee        |      | II/P    | 18       | Neubau → Orgel                                                                    |
| 1975                 | 90      | Frankfurt am Main | Evangelische Stadtkirche Höchst        |      | II/P    | 18       | Neubau                                                                            |
| 1975                 | 92      | Sloten (NL)       | Protestantse Kerk                      |      | II/p    | 16       | Restaurierung der Orgel von Albertus van Gruisen (1786) → Orgel                   |
| 1975                 | 93      | Leer-Loga         | Wohnhaus Ahrend                        |      | II/p    | 8        | Neubau                                                                            |
| 1977                 | 97      | Duderstadt        | St. Servatius                          |      | III/P   | 28       | Neubau → Orgel                                                                    |
| 1978                 | 98      | Edinburgh (GB)    | Reid Concert Hall                      |      | II/P    | 21       | Neubau                                                                            |
| 1978                 | 100     | Joure (NL)        | Protestantse Kerk                      |      | III/P   | 27       | Neubau → Orgel                                                                    |
| 1979                 | 103     | Melbourne (AUS)   | Monash University                      |      | IV/P    | 45       | Neubau → Orgel                                                                    |
| 1980                 | 104     | Leiden (NL)       | Hooglandse Kerk                        |      | II/P    | 24       | Restaurierung der Orgel von Pieter Jans de Swart (1565) → Orgel                   |
| 1981                 | 105     | Toulouse (F)      | Musée des Augustins                    |      | III/P   | 33       | Neubau → Orgel                                                                    |
| 1982/1999            | 107     | Lüdingworth       | St.-Jacobi-Kirche                      |      | III/P   | 35       | Restaurierung der Orgel von Antonius Wilde (1599) → Orgel                         |
| 1978–1983            | 108     | Weener            | Evangelisch-reformierte Kirche         |      | II/P    | 29       | Restaurierung der Orgel von Arp Schnitger (1710) → Orgel                          |
| 1983                 | 109     | Celle-Neuenhäusen | Evangelisch-lutherische Kirche         |      | II/P    | 18       | Neubau → Orgel                                                                    |
| 1983                 | 110     | Worfelden         | Ev. Kirche                             |      | I       | 6        | Restaurierung der Orgel von Adam Knauth (1624) → Orgel                            |
| 1976/1977/1983/1984  | 96/111  | Groningen (NL)    | Martinikerk                            |      | III/P   | 52       | Restaurierung der Orgel von Arp Schnitger (1692) → Orgel                          |
| 1985                 | 115     | Porrentruy (CH)   | Église des Jésuites, Lycée Cantonale   |      | II/P    | 30       | Neubau, Kopie der Silbermann-Orgel aus Glauchau → Orgel                           |
| 1981–1985            | 116     | Norden            | Ludgeri-Kirche                         |      | III/P   | 46       | Restaurierung der Orgel von Arp Schnitger (1692) → Orgel                          |
| 1985                 | 118     | Stellichte        | St.-Georg-Christophorus-Jodokus-Kirche |      | II/p    | 12       | Rekonstruktion der Orgel von Marten de Mare (1610) → Orgel                        |
| 1986                 | 120     | Tokio (Japan)     | St. Gregory House                      |      | II/p    | 13       | Neubau                                                                            |
| 1986                 | 121     | Kantens (NL)      | Antoniuskerk                           |      | I/p     | 10       | Restaurierung der Huys-Orgel (1660er) → Orgel                                     |
| 1986/1987            | 127     | Wien (A)          | Michaelerkirche                        |      | III/P   | 40       | Restaurierung der Orgel von Johann David Sieber (1714) → Orgel                    |
| 1987–1990            | 128     | Stade             | St. Wilhadi                            |      | III/P   | 40       | Restaurierung der Orgel von Erasmus Bielfeldt (1736) → Orgel                      |
| 1989                 | 130     | Tsukuba (Japan)   | Bach-Grove                             |      | II/P    | 19       | Neubau                                                                            |
| 1989                 | 131     | Wetzlar           | Franziskanerkirche                     |      | II/P    | 22       | Neubau → Orgel                                                                    |
| 1990                 | 134     | Mailand (I)       | San Simpliciano                        |      | III/P   | 35       | Neubau → Orgel                                                                    |
| 1991                 | 135     | Pilsum            | Kreuzkirche                            |      | II/p    | 16       | Restaurierung der Orgel von Valentin Ulrich Grotian (1694) → Orgel                |
| 1991                 | 138     | Zwettl (A)        | Stift                                  |      | III/P   | 35       | Restaurierung der Orgel von Johann Ignaz Egedacher (1731) → Orgel                 |
| 1990–1993            | 139     | Hamburg           | Sankt Jacobi                           |      | IV/P    | 60       | Restaurierung der Orgel von Arp Schnitger (1693) → Orgel                          |
| 1993                 | 140     | Payerne (CH)      | Reformierte Kirche Notre-Dame          |      | II/P    | 22       | Rekonstruktion der Orgel von Johann Melchior Grob (1787)                          |
| 1993/1994            | 143     | Trondheim (N)     | Nidarosdom                             |      | II/P    | 30       | Restaurierung der Orgel von Joachim Wagner (1741) → Orgel                         |
| 1994/1995            | 144     | Osteel            | Warnfried-Kirche                       |      | II/p    | 13       | Restaurierung der Orgel von Edo Evers (1619) → Orgel                              |
| 1995                 | 145     | München           | Deutsches Museum                       |      | II/P    | 17       | Neubau → Orgel                                                                    |
| 1997                 | 147     | Landshut          | St. Jodok                              |      | II/P    | 15       | Neubau → Orgel                                                                    |
| 1997                 | 149     | Tokio (Japan)     | Nihon-Universität                      |      | III/P   | 41       | Neubau → Orgel                                                                    |
| 1997                 | 150     | Stuttgart         | Musikhochschule                        |      | II/P    | 15       | Neubau → Orgel                                                                    |
| 1998                 | 151     | Logabirum         | Logabirumer Kirche                     |      | I/P     | 10       | Neubau, dessen Prospekt sich an der Vorgängerorgel (etwa 1725) orientiert → Orgel |
| 1997/1998            | 153     | Dornum            | St.-Bartholomäus-Kirche                |      | III/P   | 32       | Restaurierung der Orgel von Gerhard von Holy (1711) → Orgel                       |
| 1999                 | 154     | Mahlberg          | Schlosskirche                          |      | II/P    | 16       | Neubau; Prospekt Kopie der Silbermann-Orgel auf Schloss Burgk → Orgel             |
| 1999                 | 155     | Mahlberg          | Schlosskirche                          |      | I       | 5        | Truhenorgel → Orgel                                                               |
| 1999                 | 156     | Payerne (CH)      | Abteikirche                            |      | I/p     | 11       | Neubau → Orgel                                                                    |
| 2000                 | 157     | Lübeck            | Lübecker Dom (ital. Orgel)             |      | I/p     | 10       | Restaurierung der Orgel von Biaggio di Rosa (1777) → Orgel                        |
| 2000                 | 158     | Kongsberg (N)     | Kongsberg kirke                        |      | III/P   | 42       | Restaurierung der Orgel von Gottfried Heinrich Gloger (1765) → Orgel              |
| 2001                 | 159     | Trebel            | Feldsteinkirche Trebel                 |      | II/P    | 19       | Restaurierung der Orgel von Johann Georg Stein (1777) → Orgel                     |
| 2002                 | 160     | Leer              | Lutherkirche                           |      | III/P   | 39       | Neubau im historischen Gehäuse von Hinrich Just Müller (1795) → Orgel             |
| 2002                 | 161     | Köln              | Ursulinenkirche                        |      | II/P    | 19       | Neubau im Stil der norddeutschen Barockorgel → Orgel                              |
| 2002/2003            | 162     | Wilten (A)        | Stiftskirche                           |      | I/P     | 4 (10)   | Restaurierung der Orgel von Daniel Herz (1675) → Orgel                            |
| 2003/04              | 163     | Altenbruch        | St.-Nicolai-Kirche                     |      | III/P   | 35       | Restaurierung der Orgel von Johann Hinrich Klapmeyer (1730) → Orgel               |
| 2004                 | 164     | Hokksund (N)      | Haug, Norway kirke                     |      | II/P    | 22       | Neubau → Orgel                                                                    |
| 2004/2008/2012       | 165/183 | Oldersum          | Oldersumer Kirche                      |      | II/P    | 18       | Neubau in mehreren Bauabschnitten → Orgel                                         |

### Hendrik Ahrend (ab 2005)
| Jahr      | Opus    | Ort                            | Kirche                                   | Bild | Manuale | Register | Info |
| --------- | ------- | ------------------------------ | ---------------------------------------- | ---- | ------- | -------- | --- |
| 2005      | 170     | Notre Dame/Indiana (USA)       | University of Notre Dame                 |      | I       | 5        | Neubau |
| 2005      | 171     | Pernegg (A)                    | Stift Pernegg                            |      | II/P    | 18       | Restaurierung |
| 2006      | 172     | Calgary (CA)                   | University of Calgary                    |      | II/P    | 21       | Neubau → Orgel |
| 2007      | 176     | Herzogenaurach                 | St. Otto                                 |      | II/P    | 26       | Neubau in norddeutscher Tradition → Orgel                                                                                             |
| 2007      | 177     | Vaison-la-Romaine (F)          | Cathédrale Notre Dame                    |      | II/P    | 20       | Neubau → Orgel |
| 2007      | 178     | Kantens (NL)                   | Antoniuskerk                             |      | II/p    | 15       | Rekonstruktion des Rückpositivs → Orgel                                                                                               |
| 2007      | 179     | Våler (N)                      | Våler kirke                              |      | I       | 8        | Restaurierung der Samuelsen-Orgel (um 1781) → Orgel                                                                                   |
| 2007/08   | 180     | Leer                           | Katholisch-Apostolische Kirche           |      | II/P    | 10       | Neubau im Stil des frühen 19. Jahrhunderts                                                                                            |
| 2008      | 181     | Pischelsdorf (A)               | Wallfahrtskirche Hart                    |      | I       | 6        | Restaurierung der Orgel von Konrad Zerndl (1628) → Orgel                                                                              |
| 2009      | 187     | Venedig (I)                    | San Salvador                             |      | I/p     | 8        | Neubau im alten Gehäuse → Orgel |
| 2009      | 188     | Melle                          | St. Matthäus                             |      | II/P    | 23       | Restaurierung der Klausing-Orgel (1713) → Orgel                                                                                       |
| 2009      | 189     | Königs Wusterhausen            | Kreuzkirche                              |      | II/P    | 19       | Neubau hinter historischem Prospekt (1706) → Orgel                                                                                    |
| 2010      | 194     | Brixen (I)                     | Frauenkirche am Kreuzgang                |      | II/P    | 11       | Restaurierung der Orgel von Daniel Herz (1649) → Orgel (PDF; 978 kB) → Orgel                                                          |
| 2010/2011 | 195     | Hollern                        | St. Mauritius                            |      | II/P    | 24       | Restaurierung der Orgel von Arp Schnitger (1690) → Orgel                                                                              |
| 2012      | 198     | Bern                           | Johanneskirche                           |      | I       | 4        | Truhenorgel → Orgel |
| 2011/2012 | 199     | Worpswede                      | Zionskirche                              |      | II/P    | 24       | Neubau in Anlehnung an verlorene Vorgängerorgel von Dietrich Christoph Gloger (1762) → Orgel                                          |
| 2011/2012 | 200     | Buttforde                      | St.-Marien-Kirche                        |      | I/p     | 9        | Restaurierung der Orgel von Joachim Richborn (1701) → Orgel                                                                           |
| 2012/2013 | 202     | Abtei (Südtirol)               | St. Jakob und Leonhard                   |      | III/P   | 35       | Neubau |
| 2013      | 203     | St. Peter (Hochschwarzwald)    | Maria Lindenberg                         |      | II/P    | 17       | Neubau → Orgel |
| 2013/2014 | 204     | Kloster Möllenbeck             | Klosterkirche                            |      | II/P    | 20       | Restaurierung der Orgel von Christian Wilhelm Möhling (1844) → Orgel                                                                  |
| 2015      | 207     | Langwarden                     | St. Laurentius                           |      | II/P    | 21       | Restaurierung der Orgel von Hermann Kröger und Berendt Hus, Rekonstruktion der fehlenden Register                                     |
| 2015      | 208     | Hüls (Krefeld)                 | St. Cyriakus, Konventkirche              |      | I/p     | 8        | Restaurierung der Orgel von Peter Weidtmann dem Älteren (1683)                                                                        |
| 2015–2016 | 210     | Heidelberg-Neuenheim           | St. Raphael                              |      | II/P    | 32       | Neubau → Orgel |
| 2016      | 211     | Bünde-Ennigloh                 | Kreuzkirche                              |      | II/P    | 20       | Neubau → Orgel |
| 2017      | 212     | Engelhartszell (A)             | Pfarrkirche Engelhartszell               |      | II/P    | 13       | Neubau → Orgel |
| 2017      | 213     | Tokio (J)                      | privat                                   |      | II/P    | 7        | Neubau |
| 2014–2018 | 206/215 | Leer                           | Große Kirche                             |      | III/P   | 48       | Restaurierung/Rekonstruktion und Erweiterung um ein Oberwerk → Orgel                                                                  |
| 2019      | 216     | Tübingen                       | Evangelische Hochschule für Kirchenmusik |      | II/P    | 14       | Neubau, zudem 4 Pedaltransmissionen, mitteltönig und wohltemperiert über Wechselschleifen umschaltbar (18 Pfeifen pro Oktave) → Orgel |
| 2018–2020 | 217     | Regensburg                     | Dreieinigkeitskirche                     |      | III/P   | 47       | Neubau im historischen Gehäuse von Franz Jakob Späth (1758) → Orgel                                                                   |
| 2020      | 218     | Backemoor                      | St. Laurentius und St. Vincenz           |      | I/p     | 12       | Restaurierung der Orgel von Johann Friedrich Wenthin (1783) → Orgel                                                                   |
| 2020–2021 | 219     | Uttum                          | Uttumer Kirche                           |      | I       | 9        | Restaurierung der Renaissance-Orgel (um 1660) → Orgel                                                                                 |
| 2022      | 222     | Morges (CH)                    | Reformierte Kirche                       |      | III/P   | 40       | Neubau im historischen Gehäuse (1896)                                                                                                 |
| 2023      | 226     | Niendorf (Timmendorfer Strand) | Petri-Kirche                             |      | II/P    | 14       | ersetzt eine Kemper-Orgel von 1965 → Orgel                                                                                            |
| 2022–2024 | 229     | Otterndorf                     | Severikirche                             |      | III/P   | 46       | Restaurierung und Rekonstruktion |